# ديفيد زينك
ديفيد زينك (بالألمانية: David Zink)‏ (13 نوفمبر 1991 - ) هو لاعب كرة قدم نمساوي في مركز الوسط.

## وصلات خارجية
- ديفيد زينك على موقع قاعدة بيانات كرة القدم.إي يو (الإنجليزية)
- ديفيد زينك على موقع Soccerway.com (الإنجليزية)
- ديفيد زينك على موقع عالم كرة القدم.نت (الإنجليزية)